# Turatiwürger
Der Turatiwürger (Laniarius turatii) ist eine Vogelart aus der Familie der Buschwürger (Malaconotidae).
Die Art wurde als Unterart (Ssp.) des Äthiopienwürgers (Laniarius aethiopicus) angesehen.
Der Vogel kommt in Westafrika in Guinea, Guinea-Bissau und in Sierra Leone vor.
Der Lebensraum umfasst dichten, mit Schlingpflanzen bewachsenen Bewuchs aus Büschen und kleinen Bäumen in feuchten Savannen.
Der Artzusatz bezieht sich auf den Mailänder Bankier Ercole Turati (1829–1881).
Dieser Buschwürger ist ein Standvogel.

## Merkmale
Die Art ist 20–23 cm groß. Von der Stirn bis zu Nacken und Mantel einschließlich der Zügel, Wangen, Ohrdecken und Nackenseiten ist der Vogel schwarz, dunkelblau glänzend, die Rückenfedern haben meist nicht sichtbare große weiße Subterminalflecken. Der Bürzel hat lange, flauschige Federn. Die Spitzen der Oberschwanzdecken sind weiß, die Flügeloberseiten sind glänzend schwarz, der ziemlich lange, rechteckige Schwanz ist schwarz. Kinn, Kehle, Brust und Flanken sind blassrosa und gehen Richtung Bauch, hintere Flanken und Unterschwanzdecken in Weiß über. Die Iris ist dunkelbraun, der Schnabel schwarz, die Beine sind schiefer- oder bläulich grau. Die Geschlechter unterscheiden sich nicht.
Vom Tropenwürger (Laniarius major) unterscheidet die Art sich durch das Fehlen von Weiß im Flügel, die Färbung der Brust und die weiße Unterseite.
Die Art ist monotypisch.

## Stimme
Die Lautäußerungen umfassen ein gut aufeinander abgestimmtes Duett mit klaren hohl klingenden Pfeiftönen „whawwhh“ oder lang-gezogenem metallisch klingendem „hoo, hoou-hoou“, das Weibchen antwortet mit nasalem „dizhizhizhaaaanh“ oder „k-kchchnerr“. Die Rufe sind denen des Äthiopienwürgers (Laniarius aethiopicus) sehr ähnlich, aber etwas langsamer und eintöniger.

## Lebensweise
Die Nahrung besteht wohl hauptsächlich aus Insekten, die einzeln und paarweise eher erdbodennah gesucht werden. Gegenüber dem Äthiopienwürger ist die Art seltener hoch in den Bäumen zu finden. In Sierra Leone kommen beide Arten im gleichen Lebensraum vor, ohne sich zu stören.
Die Brutzeit liegt im Mai in Guinea-Bissau. Anscheinend ist die Art monogam und standorttreu. Das Nest wird in etwa 2 m Höhe in dicht verzweigte Äste gehängt. Das Gelege besteht aus 2 Eiern.

## Gefährdungssituation
Der Bestand gilt als „nicht gefährdet“ (Least Concern).